# Convenção de Montreux

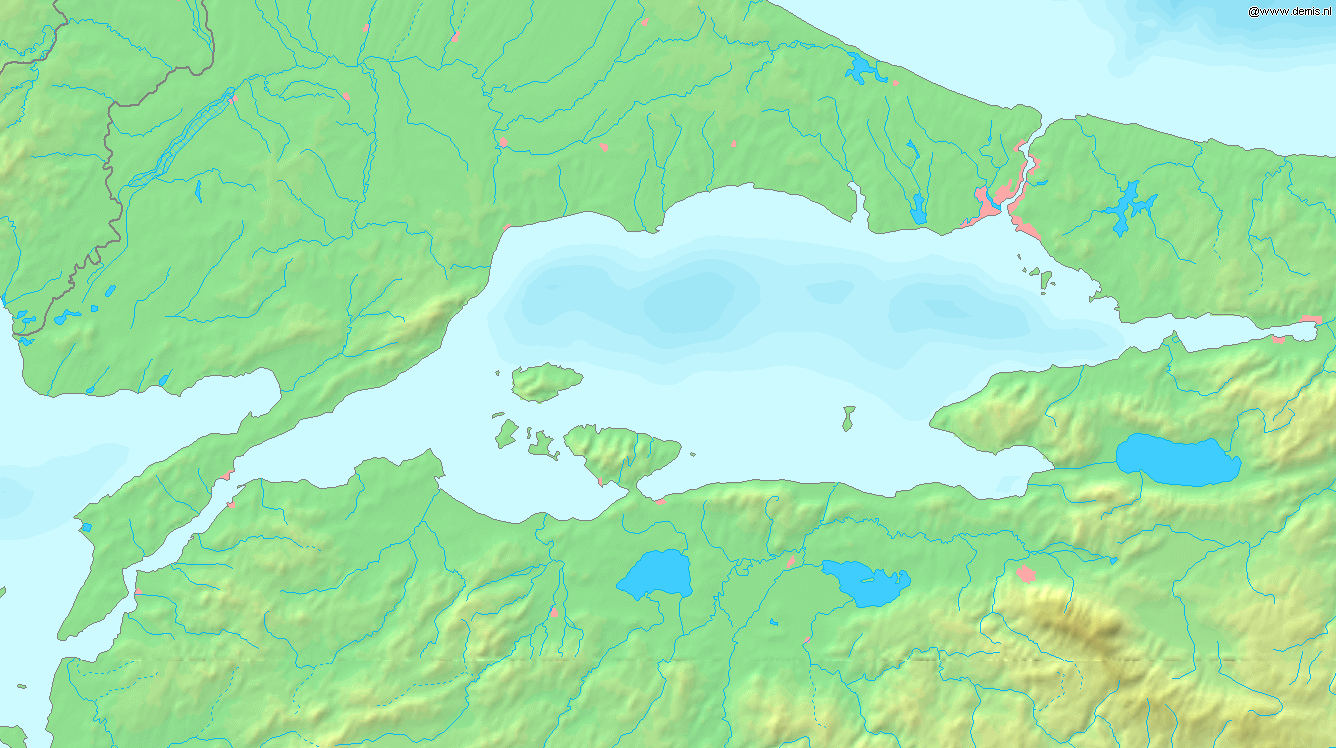
O Dardanelos (à esquerda, embaixo), o mar de Mármara (centro) e o Bósforo (à direita, acima).

A Convenção de Montreux sobre o Regime dos Estreitos é um tratado de 1936 que confere à Turquia o controle dos estreitos do Bósforo e do Dardanelos e que regula a atividade militar na região. Assinado em 20 de julho de 1936, o acordo permitiu à Turquia remilitarizar os estreitos e impôs novas restrições à passagem de navios beligerantes. Ainda está em vigor, com algumas emendas.
A convenção outorga à Turquia o pleno controle dos estreitos e garante a livre passagem de navios civis em tempos de paz, mas restringe fortemente a passagem de navios militares não-turcos e veda o trânsito de algumas classes de belonaves, como navios-aeródromos. Os termos da convenção têm sido objeto de controvérsia ao longo do tempo, especialmente no que se refere ao acesso das forças da União Soviética ao mar Mediterrâneo.

## Antecedentes

### A "Questão dos Estreitos"
Desde a Guerra de Troia, os estreitos do Dardanelos e do Bósforo sempre foram de grande importância estratégica. No período de decadência do Império Otomano, a chamada "Questão dos Estreitos" envolveu diplomatas da Europa e da Turquia.
Segundo os termos da Convenção de Londres, concluída em 13 de julho de 1841 entre as grandes potências européias - Rússia, Reino Unido, França, Áustria e Prússia -, restabeleceu-se o "antigo controle" otomano sobre os estreitos, os quais foram então fechados a qualquer belonave, exceto as dos aliados do sultão em tempo de guerra. Isto beneficiou o poder naval britânico às custas do russo, já que este último não dispunha de acesso direto ao Mediterrâneo. Historicamente, a Convenção de Londres foi um dos tratados referentes ao problema do acesso ao Dardanelos, ao mar de Mármara e ao Bósforo. Evoluiu a partir do tratado de Hünkâr İskelesi (ou Unkiar Skelessi), de 1833, no qual o Império Otomano garantiu o uso exclusivo dos estreitos às belonaves das "potências do mar Negro" (ou seja, a Turquia otomana e a Rússia Imperial) em caso de guerra generalizada.

### Revisão do tratado de Lausanne
O tratado de Lausanne, de 1923, desmilitarizou o Dardanelos e abriu os estreitos ao tráfego civil e militar de maneira irrestrita, com a supervisão da Comissão Internacional dos Estreitos, da Sociedade das Nações.
No final dos anos 1930, a situação estratégica do Mediterrâneo se havia alterado consideravelmente, com a aparição da Itália fascista, que controlava as ilhas do Dodecaneso ao largo da costa ocidental da Turquia, habitadas por populações gregas, e militarizara a região com o estabelecimento de fortificações em Rodes, Leros e Cós. Os turcos temiam que a Itália procurasse obter acesso aos estreitos como forma de expandir sua influência na Anatólia e no mar Negro. Havia também temores de um rearmamento búlgaro. A Turquia voltou a fortificar os estreitos, embora estivesse proibida de fazê-lo.
Em abril de 1935, o governo turco passou uma longa nota diplomática aos signatários do tratado de Lausanne, na qual propunha uma conferência para definir um novo regime para os estreitos, e solicitou à Sociedade das Nações que autorizasse a reconstrução dos fortes do Dardanelos. Na nota, o ministro do exterior turco explicava que a situação internacional se havia alterado desde 1923. Naquele ano, a Europa seguia na direção do desarmamento e de uma garantia internacional para a defesa dos estreitos. Todavia, a Crise da Abissínia (1934-1935), a denúncia alemã do tratado de Versalhes e os sinais internacionais de rearmamento agora alteravam o panorama. Os principais pontos fracos do regime de Lausanne foram apontados: as garantias coletivas eram lentas e pouco efetivas, não havia nenhuma contingência para o caso de ameaça de guerra e nenhuma disposição para que a Turquia se defendesse. A Turquia declarou-se então preparada para (tradução livre):

"entabular negociações com o fito de chegar-se no futuro próximo à conclusão de acordos para a regulamentação do regime dos Estreitos em condições de segurança as quais são indispensáveis à inviolabilidade do território turco, no espírito mais liberal, para o constante desenvolvimento da navegação comercial entre o Mediterrâneo e o mar Negro".

A reação à nota foi, em geral, favorável, e Alemanha, Austrália, Bulgária, França, Grécia, Iugoslávia, Japão, Reino Unido, Turquia e União Soviética concordaram em comparecer a conversações realizadas em Montreux, Suíça, as quais tiveram início em 22 de junho de 1936. Duas grandes potências não se fizeram representar: a Itália, cujas agressivas políticas expansionistas provocaram a conferência, recusou-se a comparecer, e os Estados Unidos sequer mandaram um observador.
A Turquia, o Reino Unido e a União Soviética propuseram, cada um, o seu próprio plano, procurando defender seus interesses. Os britânicos preferiam manter a abordagem restritiva então em vigor, enquanto que os turcos buscavam um regime mais liberal que reafirmasse o seu controle sobre os estreitos; já os soviéticos propuseram um regime que garantiria a mais absoluta liberdade de passagem. O Reino Unido, apoiado pela França, procurava excluir do mar Mediterrâneo a frota russa, que poderia vir a ameaçar as vitais rotas de navegação para a Índia, o Egito e o Extremo Oriente. No final, os britânicos abandonaram algumas de suas propostas e os soviéticos lograram definir que os países do mar Negro - inclusive a URSS - teriam alguma flexibilidade em relação às restrições ao tráfego militar impostas aos demais Estados. O acordo foi ratificado por todos os países representados na conferência, exceto Austrália e Alemanha, que não haviam sido signatárias do tratado de Lausanne; o Japão apresentou algumas reservas. Entrou em vigor em 9 de novembro de 1936.
A disposição britânica em fazer concessões foi atribuída ao desejo de evitar que a Turquia se visse forçada a aliar-se a Hitler ou a Mussolini.

## Termos
A convenção consiste de 29 artigos, quatro anexos e um protocolo. Os artigos 2 a 7 disciplinam a passagem de navios mercantes. Os artigos 8 a 22 tratam da passagem de belonaves. O princípio-chave da liberdade de passagem e de navegação consta dos artigos 1 e 2 (tradução livre): 

"As Altas Partes Contratantes reconhecem e afirmam o princípio da liberdade de passagem e navegação pelo mar nos Estreitos" (artigo 1); "Em tempo de paz, os navios mercantes gozarão de completa liberdade de passagem e navegação nos Estreitos, de dia e de noite, sob qualquer bandeira e com qualquer tipo de carga" (artigo 2).

A Comissão Internacional dos Estreitos foi abolida, o que permitiu o pleno retorno do controle militar turco dos estreitos e a refortificação do Dardanelos. A Turquia foi autorizada a fechar os estreitos a qualquer belonave estrangeira em tempo de guerra ou quando estivesse ameaçada de agressão; ademais, foi-lhe permitido recusar o trânsito de navios mercantes pertencentes a países em guerra com a Turquia. Algumas restrições específicas foram impostas quanto aos tipos de belonave que poderiam passar pelos estreitos. As belonaves não-turcas nos estreitos devem ser inferiores a 15 mil toneladas. Um máximo de nove belonaves não-turcas, com uma tonelagem total não superior a 30 mil toneladas, pode passar ao mesmo tempo, e é-lhes permitido permanecer nos estreitos por no máximo três semanas. Os Estados banhados pelo mar Negro são tratados com mais flexibilidade, estando autorizados a passar com naus capitânias de qualquer tonelagem, mas apenas uma de cada vez e exclusive navios-aeródromos. Também podem enviar submarinos, mediante aviso prévio, desde que construídos, adquiridos ou reparados fora do mar Negro. As regras especiais relativas aos Estados do mar Negro são uma concessão à União Soviética, a única potência naval local, além da própria Turquia.
Os termos da convenção refletem a situação internacional em meados dos anos 1930 e atendiam aos interesses turcos e soviéticos, ao permitir à Turquia recuperar o controle militar dos estreitos ao mesmo tempo que confirmava a supremacia soviética no mar Negro. Embora restringissem a capacidade soviética de enviar belonaves ao mar Mediterrâneo - o que satisfazia as preocupações britânicas -, a convenção garantia que as potências extra-regionais não poderiam explorar os estreitos para ameaçar a União Soviética. Estas disposições teriam grande repercussão na Segunda Guerra Mundial, quando o regime de Montreux impediu as potências do Eixo de enviar navios através dos estreitos para atacar a União Soviética.

## Desdobramentos após 1936
A convenção permanece em vigor, com emendas, mas é cercada de controvérsias. Foi repetidamente desafiada pela União Soviética durante a Segunda Guerra Mundial e a Guerra Fria. A partir de 1939, Stálin procurou reabrir a questão dos estreitos e propôs um controle conjunto turco-soviético, afirmando que "um Estado pequeno [i.e., a Turquia], apoiado pelo Reino Unido, segurou um grande Estado pela garganta e não lhe deu nenhuma saída". Após a assinatura do Pacto Molotov-Ribbentrop pela União Soviética e pela Alemanha Nazista, o ministro do exterior soviético Vyacheslav Molotov comunicou aos seus interlocutores alemães que a URSS pretendia tomar o controle militar dos estreitos e estabelecer ali uma base. Moscou voltou ao tema em 1945 e 1946, ao exigir a revisão do tratado numa conferência que excluía a maior parte dos signatários, bem como uma presença militar soviética e o controle conjunto dos estreitos. A Turquia rejeitou a proposta, apesar da "estratégia de tensão" empreendida pelos soviéticos. Por muitos anos após a Segunda Guerra Mundial, a URSS explorou a restrição ao número de belonaves estrangeiras que podiam trafegar nos estreitos, sempre mantendo ali um navio de guerra soviético, o que impedia legalmente qualquer outro país, além da Turquia, de enviar belonaves. A pressão soviética levou a Turquia a abandonar sua política de neutralidade: em 1947, começou a receber assistência militar e econômica dos EUA e, em 1952, aderiu à OTAN.
A União Soviética e sua sucessora, a Federação Russa, procuraram repetidas vezes contornar a proibição de passagem de navios-aeródromos, ao classificar grandes navios de guerra equipados com aeronaves de "cruzadores pesados porta-aviões", embora os países do Ocidente os considerem como porta-aviões. Em 1976, a URSS enviou o navio-aeródromo Kiev através dos estreitos e, em 1991, o Almirante Kuznetsov.
Em abril de 1982, a convenção foi emendada para permitir à Turquia fechar os estreitos a seu critério, em tempo de paz ou de guerra.
A Convenção das Nações Unidas sobre o Direito do Mar, que entrou em vigor em novembro de 1994, levou ao surgimento de propostas de revisão da Convenção de Montreux para adaptá-la ao novo tratado multilateral, que prevê um regime geral para estreitos usados pela navegação internacional. Todavia, a recusa da Turquia em assinar a Convenção sobre o Direito do Mar significa que o regime de Montreux continua em vigor.
A segurança de navios que passam pelo Bósforo tornou-se fonte de preocupação nos últimos anos, já que o volume de tráfego aumentou drasticamente desde a assinatura da convenção - de 4 500 em 1934 para 49 304 em 1998. Ademais de preocupações ambientais, os estreitos cortam Istambul em duas metades, uma cidade de 11 milhões de habitantes. A convenção não contém, entretanto, disposições acerca da regulamentação da navegação para fins de segurança ou proteção ambiental. Em janeiro de 1994, o governo turco adotou as "Regras do Tráfego Marítimo para os Estreitos Turcos e a Região do Mármara", para garantir a segurança da navegação, da vida e da propriedade e para proteger o meio-ambiente, mas sem violar o princípio de Montreux referente à livre passagem. Embora Rússia, Grécia, Chipre, Romênia, Ucrânia e Bulgária tenham levantado objeções, as novas regras foram aprovadas pela Organização Marítima Internacional com o argumento de que não tinham por objetivo prejudicar "os direitos de nenhum navio de usar os estreitos conforme o direito internacional". As regras foram revisadas em novembro de 1998 para atender a preocupações russas.